# Шарлахов, Виктор Петрович
Виктор Петрович Шарла́хов (1898—1989) — советский актёр, Народный артист Азербайджанской ССР (1943).

## Биография
Родился 31 января (12 февраля) 1898 года. В 1917 году окончил частную театральную школу в Пензе. Работал в театрах Казани, Ярославля, Харькова, Самары (1930—1931), Баку, Смоленска. В 1938—1953 годах — актёр Бакинского РДТ имени С. Вургуна, с 1953 года — ГАМТ.
Яркий характерный актёр, его сценические образы отличаются остротой сценической формы. Особенно удаются актёру сатирические и комедийные роли.
Умер 31 октября 1989 года. Похоронен в Москве на Николо-Архангельском кладбище.

## Театральные работы

### Бакинский РДТ имени С. Вургуна
- «Горе от ума» А. С. Грибоедова — Павел Афанасьевич Фамусов
- «Доходное место» А. Н. Островского — Аким Акимович Юсов
- «Лес» А. Н. Островского — Аркадий Счастливцев
- «Двенадцатая ночь» Шекспира — Мальволио
- «Заря над Каспием» И. А. Касумова — Мамедов

### ГАМТ
- «Крылья» А. Е. Корнейчука — Иван Иванович Соха
- «Порт-Артур» А. Н. Степанова и И. Ф. Попова — А. М. Стессель
- «Сердце не камень» А. Н. Островского — Исай Данилович Халымов
- «Ярмарка тщеславия» У. Теккерея — сэр Питт Кроули
- «Любовь Яровая» К. А. Тренёва — Аркадий Елисатов
- «Привидения» Г. Ибсена — Энгстранд
- «Деньги» А. В. Софронова — Антон Афанасьевич Калабухов
- «Госпожа Бовари» Г. Флобера — Омэ
- «Власть тьмы» Л. Н. Толстого — сват
- «Былое и думы» А. И. Герцена — Сергей Александрович Кокошкин
- «Бедность не порок» А. Н. Островского — Африкан Саввич

## Фильмография
- 1943 — Подводная лодка Т-9 — боцман Минаев; Одна семья — управдом
- 1957 — Сёстры — Николай Иванович Смоковников; Неповторимая весна — Гуляев
- 1962 — Вашингтонская история — человек в шляпе
- 1979 — Добряки — Аркадий Глебович Анютин

## Награды и премии
- Народный артист Азербайджанской ССР (17.06.1943)
- Заслуженный артист Азербайджанской ССР (23.04.1940)
- Сталинская премия третьей степени (14.03.1951) — за исполнение роли Мамедова в спектакле «Заря над Каспием» И. А. Касумова на сцене АзГТРД имени С. Вургуна
- Медаль «За трудовую доблесть» (01.03.1946)
- Медаль «За оборону Кавказа» (19.01.1945)
- Медаль «За доблестный труд в Великой Отечественной войне 1941—1945 гг.» (16.04.1946)